# Шамбери-2
Кантон Шамбери-2 (фр. Chambéry-2) — один из 19 кантонов департамента Савойя, региона Овернь — Рона — Альпы, Франция. INSEE код кантона — 7308. Он полностью находится в округе Шамбери. Кантон был создан в 2015 году.

## История

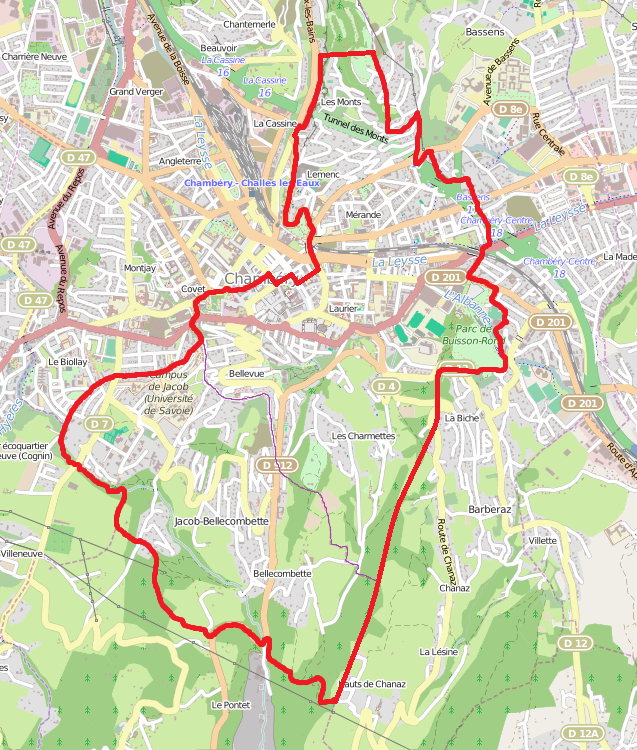
Карта кантона Шамбери-2 в 2015 году

По закону от 17 мая 2013 и декрету от 14 февраля 2014 года количество кантонов в департаменте Савойя уменьшилось с 37 до 19. Новое территориальное деление департаментов на кантоны вступило в силу во время выборов 2015 года. Таким образом, кантон Шамбери-2 был образован 22 марта 2015 года из части города Шамбери и коммуны Жакоб-Белькомбет, которая ранее входила в кантон Коньен. В результате реформы новый кантон частично включил в себя старые кантоны Шамбери-Эст и Шамбери-Сюд.

## Население
Согласно переписи 2012 года (считается население коммун, которые в 2015 году были включены в кантон) население Шамбери-2 составляло 22 344 человека. Из них 24,1 % были младше 20 лет, 14,8 % — старше 65. 35,2 % имеет высшее образование. Безработица — 12,8 %. Активное население (старше 15 лет) — 11 156 человек.

## Экономика
Распределение населения по сферам занятости в кантоне: 5,0 % — ремесленники, торговцы, руководители предприятий, 20,6 % — работники интеллектуальной сферы, 26,2 % — работники социальной сферы, 30,1 % — государственные служащие и 18,0 % — рабочие.

## Коммуны кантона
C 2015 года в кантон входят 2 коммуны, административный центр находится в коммуне Шамбери.
| Коммуна            | Название по-французски | Население, чел. (2012) | Площадь | Код INSEE |
| ------------------ | ---------------------- | ---------------------- | ------- | --------- |
| Шамбери (частично) | Chambéry               | 18 474 (из 58 039)     |         | 73065     |
| Жакоб-Белькомбет   | Jacob-Bellecombette    | 3870                   | 2,47    | 73137     |

## Политика
Согласно закону от 17 мая 2013 года избиратели каждого кантона в ходе выборов выбирают двух членов генерального совета департамента разного пола. Они избираются на 6 лет большинством голосов по результату одного или двух туров выборов.
В первом туре кантональных выборов 22 марта 2015 года в Шамбери-2 баллотировались 5 пар кандидатов (явка составила 48,15 %). Во втором туре 29 марта, Брижит Бошатон и Мишель Бувар были избраны с поддержкой 57,84 % на 2015—2021 годы. Явка на выборы составила 45,23 %.
| Мандат | Мандат | Кандидаты                            |                | Партия                    | Первый тур | Первый тур     | Второй тур | Второй тур |
| Мандат | Мандат | Кандидаты                            | Кол-во голосов | Партия                    | % голосов  | Кол-во голосов | % голосов  |            |
| ------ | ------ | ------------------------------------ | -------------- | ------------------------- | ---------- | -------------- | ---------- | ---------- |
| 2015   | 2021   | Брижит Бошатон и Мишель Бувар        |                | Союз за народное движение | 2238       | 39,36          | 2931       | 57,84      |
| 2015   | 2021   | Жан-Бенуа Серино и Кристин Собковьак |                | Социалистическая партия   | 1292       | 22,72          | 2136       | 42,16      |
| 2015   | 2021   | Элен Кола и Паскаль Море             |                | Национальный фронт        | 971        | 17,08          | -          | -          |
| 2015   | 2021   | Франсуаз Жомэн и Ги Селлам           |                | ЕЭЗ                       | 801        | 14,09          | -          | -          |
| 2015   | 2021   | Робер Лерой и Моник Ришар            |                | Левый фронт               | 384        | 6,75           | -          | -          |